# Вайтсборо (Техас)
Вайтсборо (англ. Whitesboro) — місто (англ. city) в США, в окрузі Грейсон штату Техас. Населення — 4074 особи (2020).

## Географія
Вайтсборо розташоване за координатами 33°39′38″ пн. ш. 96°54′5″ зх. д. / 33.66056° пн. ш. 96.90139° зх. д. (33.660650, -96.901467).  За даними Бюро перепису населення США в 2010 році місто мало площу 8,59 км², з яких 8,58 км² — суходіл та 0,02 км² — водойми.

## Демографія
Згідно з переписом 2010 року, у місті мешкали 3793 особи в 1530 домогосподарствах у складі 1026 родин. Густота населення становила 442 особи/км².  Було 1690 помешкань (197/км²).
Расовий склад населення:
| - 93,7 % — білих - 1,0 % — корінних американців - 0,7 % — азіатів - 0,3 % — чорних або афроамериканців - 2,7 % — осіб інших рас |

До двох чи більше рас належало 1,5 %. Частка іспаномовних становила 7,8 % від усіх жителів.
За віковим діапазоном населення розподілялося таким чином: 24,7 % — особи молодші 18 років, 56,2 % — особи у віці 18—64 років, 19,1 % — особи у віці 65 років та старші. Медіана віку мешканця становила 38,9 року. На 100 осіб жіночої статі у місті припадало 90,1 чоловіків;  на 100 жінок у віці від 18 років та старших — 83,2 чоловіків також старших 18 років.
Середній дохід на одне домашнє господарство  становив 47 213 долари США (медіана — 37 582), а середній дохід на одну сім'ю — 53 898 доларів (медіана — 44 432). За межею бідності перебувало 19,7 % осіб, у тому числі 31,4 % дітей у віці до 18 років та 8,1 % осіб у віці 65 років та старших.
Цивільне працевлаштоване населення становило 1699 осіб. Основні галузі зайнятості: мистецтво, розваги та відпочинок — 16,1 %, роздрібна торгівля — 15,6 %, виробництво — 15,1 %.